# Flughafen Palermo-Boccadifalco

i7
i11
i13
Der Flughafen Palermo-Boccadifalco (ICAO-Code: LICP) ist der alte Flughafen der sizilianischen Hauptstadt Palermo. 35 km westlich der Stadt befindet sich der internationale Flughafen Palermo-Punta Raisi.

## Geschichte
Die Geschichte der Luftfahrt in Palermo beginnt im Vorort Mondello und im Parco della Favorita, von wo aus im 19. Jahrhundert gelegentlich Heißluftballons und schließlich auch Luftschiffe starteten. Dort wurde 1910 auch der erste Flugplatz der Stadt angelegt. Es folgte der Flugplatz Campo Marasà und ab 1926 dann der Flugplatz Boccadifalco, der 1931 eingeweiht wurde und in den Jahren danach vorwiegend als Militärflugplatz diente. Der kommerzielle Luftverkehr wurde damals in Palermo auch mit Flugbooten abgewickelt.
Nach dem Zweiten Weltkrieg diente der Flughafen Palermo-Boccadifalco als Verkehrsflughafen der Stadt. Da der Flughafen für die neuen Verkehrsflugzeuge bald zu klein wurde und auch dem Passagieraufkommen nicht mehr gewachsen war, beschloss man den Bau des neuen Verkehrsflughafens Palermo-Punta Raisi, der 1960 eröffnet wurde. Auf dem Flughafen Boccadifalco verblieben der 1922 gegründete Aeroclub Palermo, die Allgemeine Luftfahrt, fliegende Einheiten etlicher Sicherheits- und Zivilschutzbehörden und militärische Dienststellen. Bis 2009 stand der Flughafen unter der Kontrolle der italienischen Luftwaffe, danach verwaltete ihn die Zivilluftfahrtbehörde ENAC unmittelbar, seit April 2022 ist ENAC Servizi der Flughafenbetreiber.

## Infrastruktur
Der Flugplatz liegt am westlichen Stadtrand auf rund 100 Metern Höhe. Er verfügt über eine asphaltierte, in Nord-Süd-Richtung verlaufende Start- und Landebahn (17/35) von rund 1200 Metern Länge. Die Abfertigungseinrichtungen für die Allgemeine Luftfahrt befinden sich westlich der Piste. Die Innenstadt ist über die Via Giuseppe Pitrè einfach zu erreichen, andere Stadtteile und die weitere Umgebung über die in der Nähe verlaufenden Ringstraße.

## Zwischenfälle
- Am 9. November 1945 wurde eine Douglas DC-3/C-47A-60-DL der United States Army Air Forces (USAAF) (Luftfahrzeugkennzeichen 42-24383) nahe dem Flugplatz Palermo-Boccadifalco in einen Berg geflogen. Die Piloten hatten schon lange  vorher gemeldet, dass sie auf dem Flug von Athen nach Neapel bei schlechter Sicht völlig die Orientierung verloren hatten. Durch diesen CFIT (Controlled flight into terrain) wurden alle 24 Insassen getötet, vier Besatzungsmitglieder und 20 Passagiere.[1]